# Neuses bei Coburg

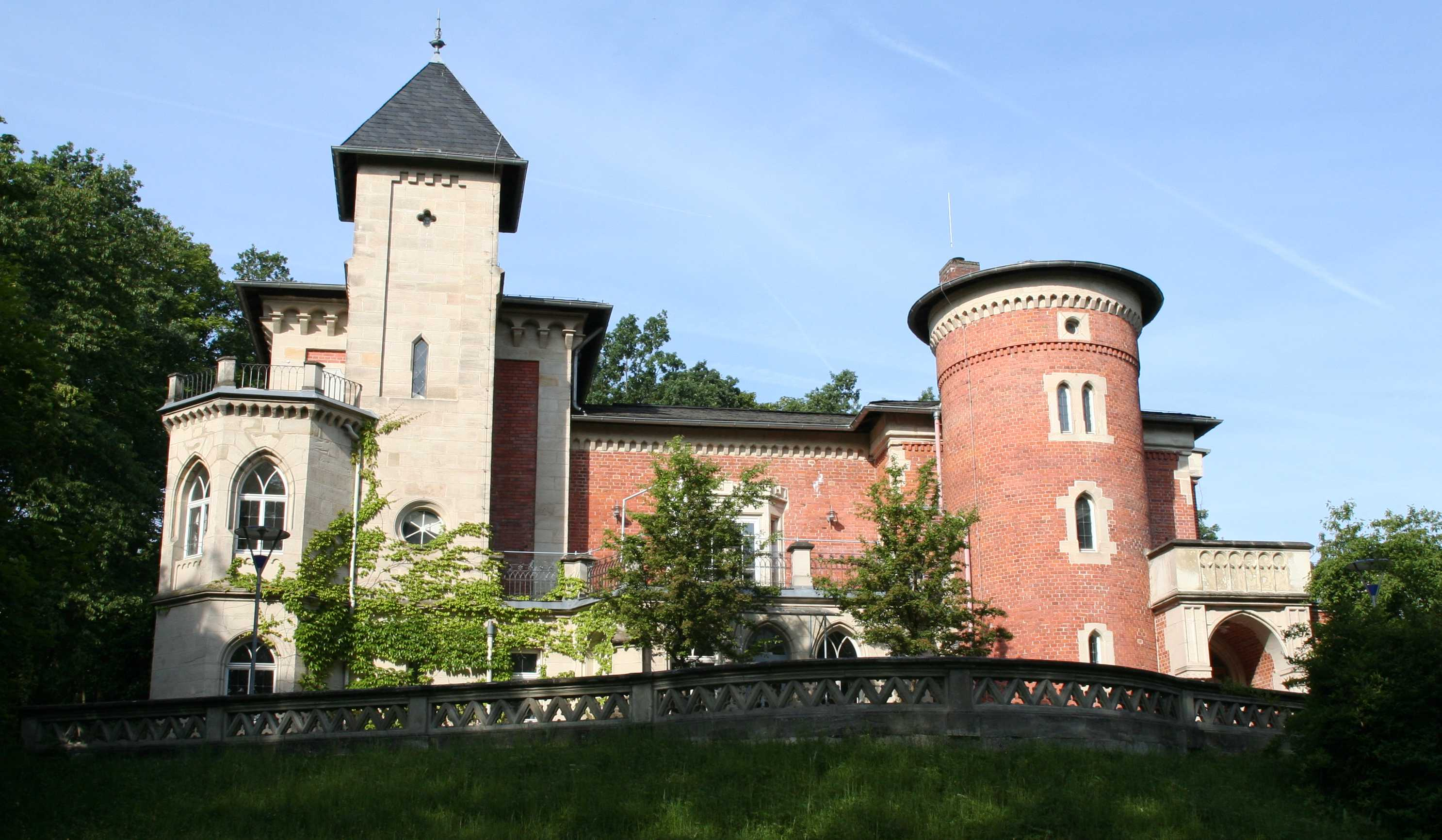
Schloss Falkenegg in Neuses

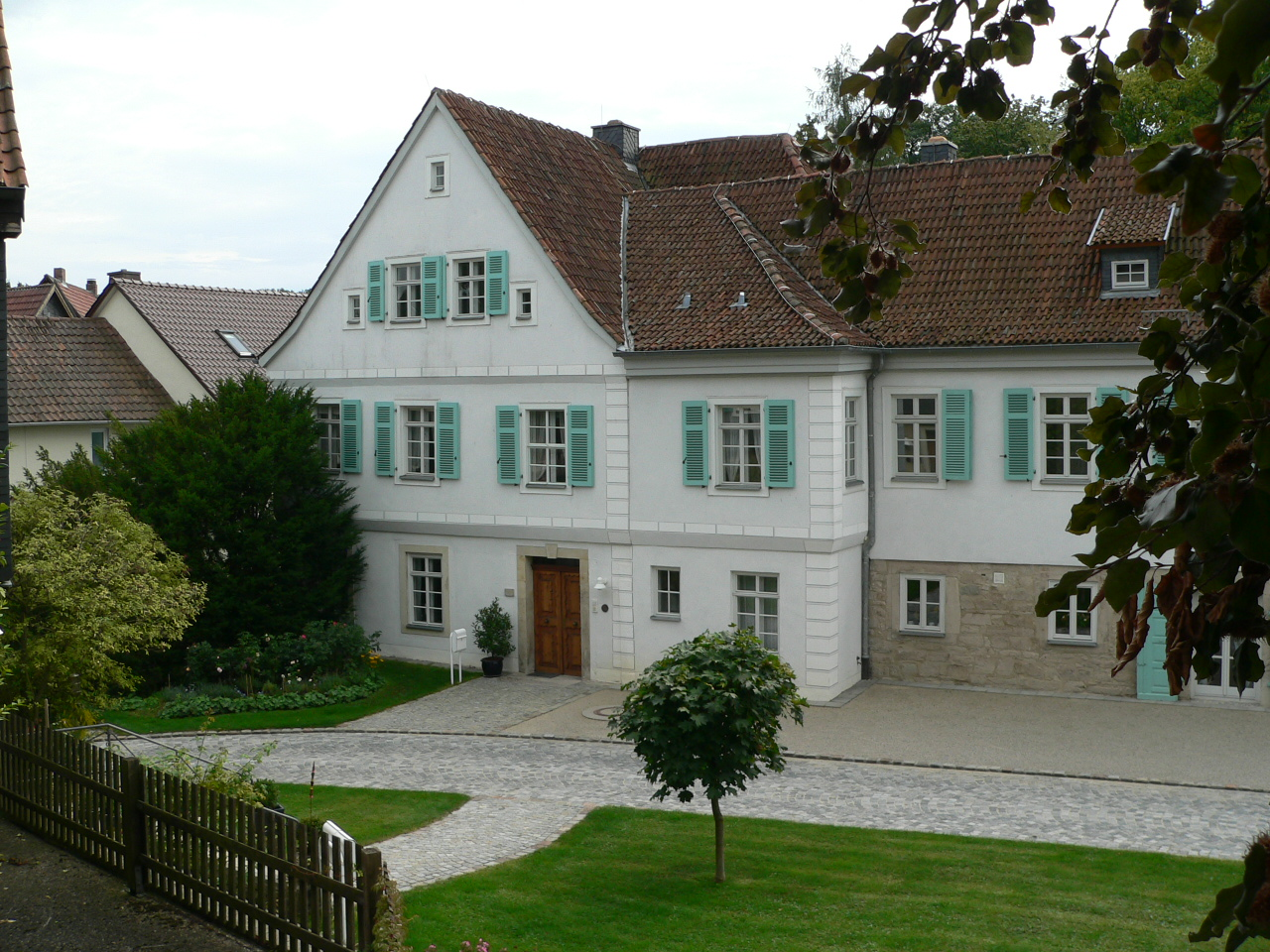
Das Rückert-Museum war der Wohnsitz Friedrich Rückerts und das Geburtshaus von Hans Berger

Neuses bei Coburg (amtlich „Neuses b.Coburg“) ist ein nordwestlicher Stadtteil der oberfränkischen Stadt Coburg. Die im Jahr 1289 erstmals erwähnte Ortschaft zählt heute knapp 1700 Einwohner und umfasst eine Fläche von 2,74 km². Neuses grenzt an die Coburger Kernstadt sowie an die Stadtteile Beiersdorf und Bertelsdorf.
Am 1. April 2009 zählte Neuses 1673 Einwohner, das ergibt eine Bevölkerungsdichte von 611 Einwohnern pro km². Neuses hat den Siedlungscharakter eines Vorortes.

## Geschichte
Die erste urkundliche Erwähnung von Neuses wird auf das Jahr 1289 datiert. Der damalige Ortsname „Nvesez“ oder „Niusez“ dürfte ‚neuer Sitz‘, wohl im Sinne von ‚ritterlicher Ansitz‘, bedeuten. 1346 gelangte Neuses durch Gütertausch in den Besitz des Grafen Heinrich von Henneberg und seiner Frau Jutta. Anfang des 17. Jahrhunderts besaßen die Rosenauer das Gut. Der Dreißigjährige Krieg traf Neuses sehr hart; nach Kriegsende standen 1638 nur noch zwei Häuser. Das Gut wechselte noch mehrmals mit Peter Popp, einem herzoglichen Kammerschreiber, Familie Nattermann und Ratsmedicus Fischer den Besitzer. Aus der Familie Fischer gelangte Neuses 1839 in den Besitz des Dichters Friedrich Rückert (1788–1866), der sich ab 1848 dauerhaft in Neuses aufhielt.
Das Dorf Neuses entwickelte sich entlang der in Nord-Süd-Richtung verlaufenden damaligen Hauptstraße (heute Friedrich-Rückert-Straße) mit der Goldbergstraße als nordwestlicher Abzweigung. Das Dorf wurde nach Westen durch den Lauterbach begrenzt, die südliche Grenze befindet sich an der Mündung des Sulzbaches in den Lauterbach. Am Lauterbach waren früher drei Mühlen in Betrieb. Die Kirche befindet sich etwa in der Mitte des Altdorfes an der Friedrich-Rückert-Straße, neben ihr steht die Schule. Westlich schließen sich das ehemalige Rittergut und der Rückert-Park an die Friedrich-Rückert-Straße an.
Neuses wurde am 1. Juli 1934 mit 1329 Einwohnern und 275 Hektar Gemeindefläche nach Coburg eingemeindet.

## Sehenswürdigkeiten
- Rückert-Park
- Schloss Falkenegg
- Pfarrkirche St. Matthäus

Siehe auch: Liste der Baudenkmäler in Coburg/Neuses

## Persönlichkeiten
- Der Dichter Friedrich Rückert (1788–1866) lebte und starb in Neuses
- Der Mediziner Hans Berger (1873–1941), Entwickler der Elektroenzephalographie (EEG), wurde im Haus seines Großvaters Friedrich Rückert in Neuses geboren[2]

## Sonstiges
In den Jahren 1934/35 errichtete die Wehrmacht in Neuses an der Bahnstrecke nach Rodach für die Coburger Kasernen ein Heeresproviantlager, das unter anderem als Getreidespeicher zwei Reichstypenspeicher umfasste. Am 8. April 1945 wurde das Lager von einem SA-Oberscharführer vor den anrückenden US-amerikanischen Truppen in Brand gesetzt. Heute hat unter anderem die BayWa ihren Sitz auf dem Areal.
Von 1986 bis 1988 wurde in Neuses ein Müllheizkraftwerk für die Abfallentsorgung der Landkreise Coburg, Kronach, Lichtenfels und die Stadt Coburg errichtet.
In Neuses befand sich das 2001 eröffnete Aquarium Sea-Star. Es hatte einen Bestand von etwa 3200 Tierexemplaren aus 650 Arten. Im September 2011 wurde es geschlossen.